# Iriao
Iriao (en géorgien : ირიაო) est un groupe géorgien de jazz et d'éthno folk créé par David Malazonia en 2013. Ce groupe de musique est connu pour le style unique qu'il véhicule à travers leurs chansons mêlant musique polyphonique et jazz. 
Ils ont chanté au festival du jazz à Bornéo, en Malaisie, en 2014. Ils ont représenté la Géorgie au Concours Eurovision de la chanson 2018 à Lisbonne, au Portugal avec leur chanson For You.